# 賈拉拉巴德州
賈拉拉巴德州是吉爾吉斯的一個州，因首府得名。位於該國西部費爾干納盆地邊緣，北為哈薩克斯坦，南為烏茲別克斯坦。
該地區有大量的少數民族烏茲別克族（2009 年為 24.8%）。